# Mooers (CDP, New York)
Mooers ist ein Weiler und Census-designated place in der Town of Mooers im Clinton County des US-Bundesstaates New York. Zum Zeitpunkt des United States Census hatte Mooers 442 Einwohner, von insgesamt 3592 Einwohnern der Town. Mooers war von 1899 an ein incorporiertes Village, dieses wurde 1994 aufgelöst.

## Geographie
Der Weiler Mooers liegt im östlichen Teil der Town of Mooers und hat die geographischen Koordinaten lauten 44° 58′ N, 73° 35′ W (44,96053, -73,58337). Mooers liegt fünf Kilometer südlich der Grenze zwischen den Vereinigten Staaten und Kanada. Die Siedlung liegt an der Kreuzung der U.S. Route 11 und der New York State Route 22 auf dem nördlichen Ufer des Great Chazy River. US-11 führt ostwärts zur zehn Kilometer entfernten Auffahrt zur Interstate 87 im Village of Champlain und westwärts ins 43 Kilometer entfernte Chateaugay, während die NY-22 südwärts führt ins 32 Kilometer entfernte Plattsburgh, dem County Seat.
Nach den Angaben des United States Census Bureaus hat der Census-designated place eine Fläche von 8,3 km2, wovon 8,0 km2 auf Land und 0,3 km2 oder 3,08 % auf Gewässer entfallen.

## Demographie

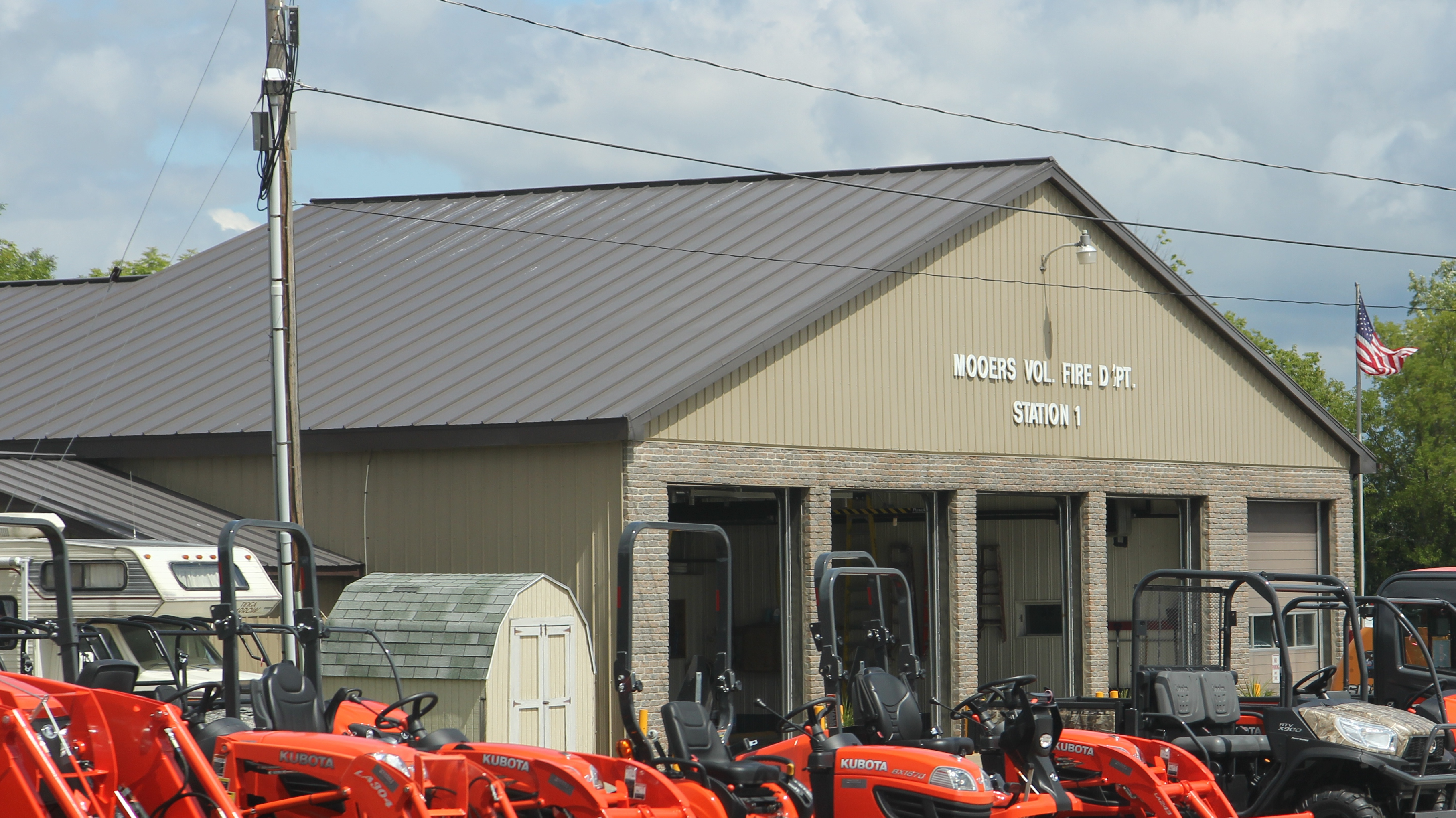
Feuerwache von Mooers

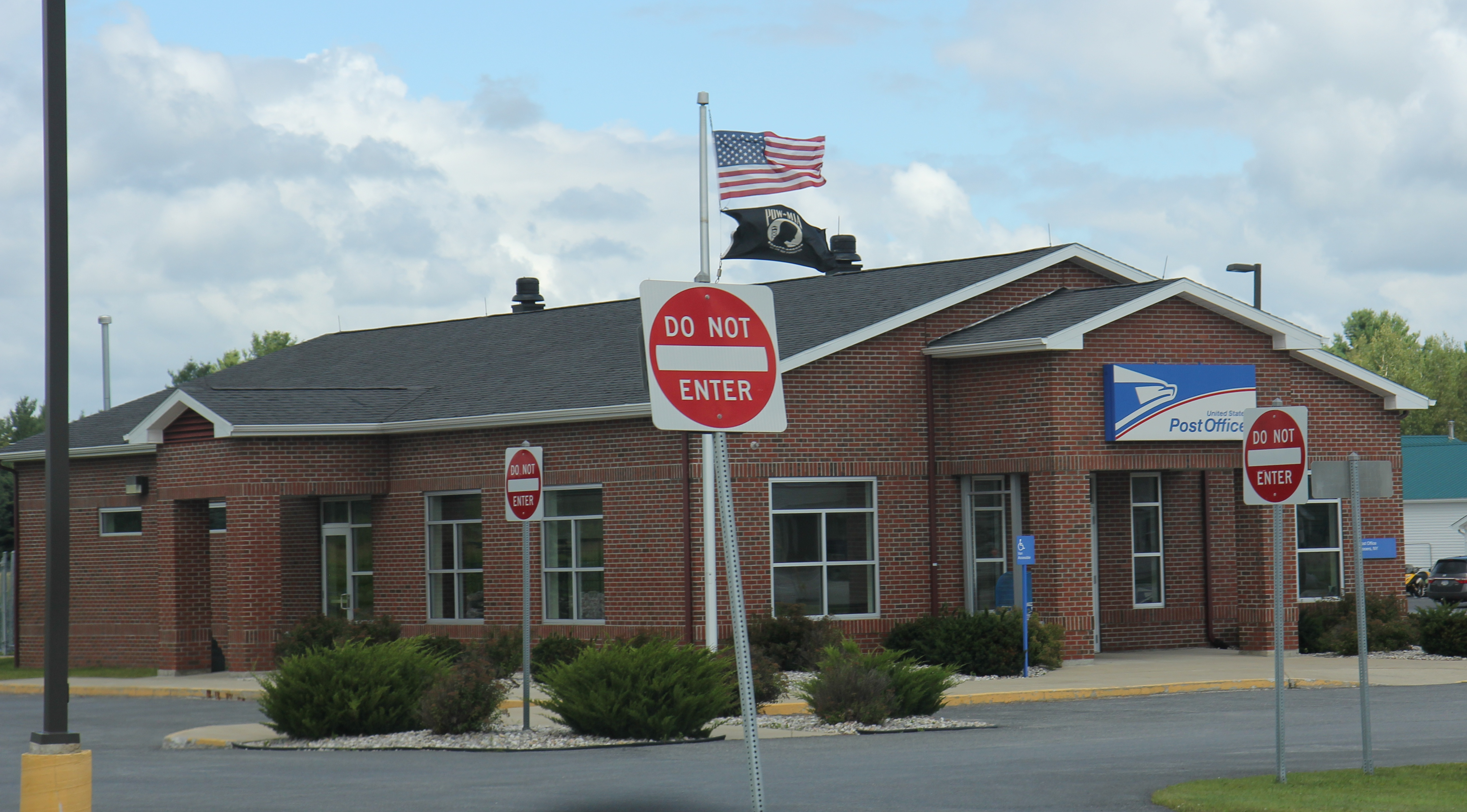
Postamt von Mooers

Zum Zeitpunkt des United States Census 2000 bewohnten Mooers 440 Personen. Die Bevölkerungsdichte betrug 142,8 Personen pro km2. Es gab 212 Wohneinheiten, durchschnittlich 68,8 pro km2. Die Bevölkerung in Mooers bestand zu 98,18 % aus Weißen, 0,23 % Schwarzen oder African American, 0 % Native American, 0,23 % Asian, 0,23 % Pacific Islander, 0,45 % gaben an, anderen Rassen anzugehören und 0,68 % nannten zwei oder mehr Rassen. 1,14 % der Bevölkerung erklärten, Hispanos oder Latinos jeglicher Rasse zu sein.
Die Bewohner Mooers’ verteilten sich auf 184 Haushalte, von denen in 30,4 % Kinder unter 18 Jahren lebten. 51,6 % der Haushalte stellten Verheiratete, 12,0 % hatten einen weiblichen Haushaltsvorstand ohne Ehemann und 31,5 % bildeten keine Familien. 28,8 % der Haushalte bestanden aus Einzelpersonen und in 17,9 % aller Haushalte lebte jemand im Alter von 65 Jahren oder mehr alleine. Die durchschnittliche Haushaltsgröße betrug 2,39 und die durchschnittliche Familiengröße 2,88 Personen.
Die Bevölkerung verteilte sich auf 23,9 % Minderjährige, 7,5 % 18–24-Jährige, 25,2 % 25–44-Jährige, 23,4 % 45–64-Jährige und 20,0 % im Alter von 65 Jahren oder mehr. Der Median des Alters betrug 41 Jahre. Auf jeweils 100 Frauen entfielen 100,9 Männer. Bei den über 18-Jährigen entfielen auf 100 Frauen 91,4 Männer.
Das mittlere Haushaltseinkommen in Mooers betrug 25.250 US-Dollar und das mittlere Familieneinkommen erreichte die Höhe von 30.817 US-Dollar. Das Durchschnittseinkommen der Männer betrug 31.071 US-Dollar, gegenüber 16.767 US-Dollar bei den Frauen. Das Pro-Kopf-Einkommen belief sich auf 14.324 US-Dollar. 19,2 % der Bevölkerung und 11,1 % der Familien hatten ein Einkommen unterhalb der Armutsgrenze, davon waren 43,0 % der Minderjährigen und 0 % der Altersgruppe 65 Jahre und mehr betroffen.

## Belege
1. ↑  Village Incorporated in 1899. In: The Press-Republican. 8. Dezember 1983, S. 21, abgerufen am 27. Februar 2018 (englisch).
2. 1 2  Geographic Identifiers: 2010 Demographic Profile Data (G001): Mooers CDP, New York. U.S. Census Bureau, American Factfinder, abgerufen am 5. Dezember 2014 (englisch).
3. ↑  New York State Division of Local Government Services - Villages dissolved since 1900 & incorporated since 1940 (Memento des Originals vom 30. August 2018 im Internet Archive)  Info: Der Archivlink wurde automatisch eingesetzt und noch nicht geprüft. Bitte prüfe Original- und Archivlink gemäß Anleitung und entferne dann diesen Hinweis., abgerufen am 12. Juni 2015.
4. ↑  US Gazetteer files: 2010, 2000, and 1990. United States Census Bureau, 12. Februar 2011, abgerufen am 23. April 2011.